# Іжик Петро Дем'янович
Петро Дем'янович Іжик (нар. 1902 — ?) — український радянський діяч, слюсар Долинського лісозаводу Станіславської (Івано-Франківської) області. Депутат Верховної Ради УРСР 3—4-го скликань.

## Життєпис
Народився у селянській родині. У 1918 році працював на заводі міста Катеринослава, куди був вивезений російською владою. Потім понад 20 років пропрацював робітником на приватних тартаках у Польщі.
З початку 1939 року — робітник, машиніст, механік, пилоправ, слюсар Долинського тартаку (лісопильні) Станіславського воєводства.
З 1944 року — слюсар механічного цеху Долинського ліспромкомбінату (потім — лісозаводу) Станіславської області. Закінчив курси механіків лісозаводів при Львівському комбінаті Міністерства лісової промисловості УРСР.
Член КПРС. Обирався заступником секретаря партійної організації лісозаводу. 
Потім — на пенсії у місті Долині Івано-Франківської області.